# Lindsay Bloom
Lindsay Diane Bloom (Omaha, 28 augustus 1950) is een Amerikaanse actrice.

## Biografie
Bloom werd geboren op 28 augustus 1950 in Omaha (Nebraska). Nadat ze in 1968 was afgestudeerd aan de Omaha Central High School ging ze naar de Universiteit van Utah. Op 17-jarige leeftijd besloot ze actrice te worden en deed ze mee aan missverkiezingen om de aandacht te trekken. In 1972 won ze de titel Miss USA.
In 1972–73 verscheen Bloom voor het eerst op televisie in The Dean Martin Show als lid van de Dingaling Sisters. In de daaropvolgende jaren speelde ze gastrollen in onder andere Starsky and Hutch,  Charlie's Angels, The Love Boat, The Dukes of Hazzard en Dallas. Van 1984 tot 1987 had ze een hoofdrol in de televisieserie The New Mike Hammer als Velda, de secretaresse van Mike Hammer. Na haar rol als Velda nam Bloom een pauze in haar acteercarrière en concentreerde ze zich op haar gezin en haar werk in de marketing. Sindsdien is ze nog maar in slechts twee films verschenen.
In december 1979 trouwde Bloom met zanger en acteur Mayf Nutter.